# Georg Christoph Pisanski

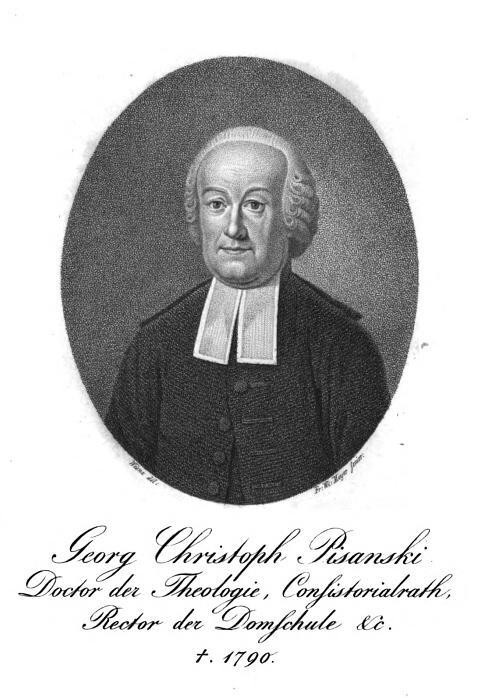
Georg Christoph Pisanski

Georg Christoph Pisanski (* 13. August 1725 in Johannisburg, Masuren; † 11. Oktober 1790 in Königsberg i. Pr.) war ein deutscher Theologe, Gymnasiallehrer und Literaturhistoriker.

## Leben
Pisanski war Sohn eines Pfarrers. Zu den mütterlichen Vorfahren gehören Andreas Concius und Georg Andreas Helwig. Schon während der Schulzeit in Johannisburg und Angerburg faszinierten ihn Christoph Hartknoch und Theodor Christoph Lilienthal mit ihrer Sicht auf Preußen. Ab 1742 studierte er an der Albertus-Universität Königsberg. Die Schwerpunkte der damals 200 Jahre alten Universität waren Evangelische Theologie und Mathematik. Pisanski besuchte regelmäßig die Silberbibliothek, die Stadtbibliothek Königsberg und die Wallenrodtsche Bibliothek. Nach sechs Jahren wurde er als Collaborator am Altstädtischen Gymnasium bestellt. 1750 wurde er Konrektor, 1751 Prorektor. Wiederum ohne eigenes Zutun wurde er mit 28 Jahren in die Königliche Deutsche Gesellschaft (Königsberg) aufgenommen. 1756 heiratete er Johanna Agnes Liedert aus Königsberg.
Das Domgymnasium berief Pisanski 1759 als Rektor. In das Amt des Pfarrers am Königsberger Dom führte ihn Leberecht Cleinow ein. Nachdem Pisanski den Magistergrad erworben hatte, hielt er an der Albertus-Universität Vorlesungen über Philosophie und Geschichte. 1762 nahm er an den Feierlichkeiten zum Frieden von Sankt Petersburg teil. Mit Johann Carl Conrad Oelrichs in Stettin, Friedrich Konrad Gadebusch in Dorpat und Wilhelm Paul Verpoorten in Danzig stand er im Briefwechsel. 1762 übernahm er die poetischen Lehrverpflichtungen von Johann Georg Bock.
Der 1769 ergangene Ruf auf den Königsberger Lehrstuhl für Theologie wurde von der Krone Preußen nicht bestätigt. Auf Anraten von Freunden schrieb er bei Lilienthal eine theologische Doktorarbeit, mit der er 1773 zum Doctor theologiae promoviert wurde. Da er in Ruhe arbeiten wollte und die Belastungen des Dekanats fürchtete, entzog er sich allen Berufungsversuchen; zusätzlich zu den historischen und philosophischen hielt er aber auch theologische Vorlesungen. 1789 wurde er zum Konsistorialrat ernannt. Ludwig Ernst von Borowski begleitete Pisanski bis zu dessen Tod im Alter von 65 Jahren. Borowski war auch der erste Herausgeber von Pisanski Preußischen Literaturgeschichte und verfasste dessen Lebensgeschichte.

## Veröffentlichungen (Auswahl)
In seinem Todesjahr verzeichnete Pisanski 108 gelehrte Schriften. Ein Verzeichnis seiner Schriften ist in dem von Ludwig Ernst von Borowski verfassten Nekrolog aufgelistet, der in der Vorrede zu Pilsanskis Entwurf der Preußischen Litterärgeschichte, Königsberg 1791, enthalten ist.
- Entwurf einer preußischen Literärgeschichte in vier Büchern. Mit einer Notiz über den Autor und sein Buch, hrsg. von Rudolf Philippi. Hartung, Königsberg 1886.
  - Band 1:  Aeltere Geschichte vom ersten Beginnen gelehrter Kenntnisse in Preußen an bis zum Anfange des siebzehnten Jahrhunderts. Königsberg 1791 (Volltext).
- Von den Bibliotheken, Buchdruckereien und dem Buchhandel im 17. Jahrhundert. 1850.
- Von den Schulen in Königsberg im siebzehnten Jahrhundert. In: Preußische Provinzial-Blätter. Band 9, Königsberg 1850, S. 458–467.
- Von der Beredsamkeit, der Dichtkunst und der Musik im siebzehnten Jahrhundert. In: Preußische Provinzial-Blätter. Band 2, Königsberg 1852, S. 152–160.